# Tronky
Tronky è un prodotto dolciario dell'azienda Ferrero.

## Prodotto
Il Tronky è un fuoripasto dolce a base composto da  una cialda di wafer ripiena di crema al cioccolato e nocciole, ideata dall'azienda nel 1987. Ogni barretta è lunga circa 11 cm e pesa circa 18 g.

### Varianti
Sono presenti sul mercato cinque varianti.
- Nocciola (1987): l'originale, in confezione rossa ripieno di crema al cioccolato e nocciole.
- Cacao (2014): è composto da wafer al cacao ripieno di crema al cacao con pepite di cacao; la confezione è marrone[3].
- Pistacchio (2013): lanciato sul mercato in aprile 2013[4], è composto da wafer al cacao ripieno di crema al pistacchio; la confezione è verde.
- Latte e cereali (2014): lanciato sul mercato a fine maggio 2014[5], è composto da wafer al cacao ripieno di crema al latte e cereali con pepite di cacao; la confezione è bianca.
- Cocco (2014): lanciato sul mercato a giugno 2014[6], è composto da wafer al cocco ripieno di crema al cocco con pepite di cacao; la confezione è azzurra.

Nel 2024 viene introdotto il Tronky Sandwich, due strati di croccante wafer quadrato ripieno al cacao e nocciole.

## Promozione
Fra i vari testimonial del prodotto, vi furono anche una giovane Yvonne Sciò e successivamente il Trio Medusa (2008). Lo slogan "Fuori croccantissimo, dentro morbidissimo" è rimasto invariato dagli anni ottanta.